# 費用収益対応の原則
費用収益対応の原則（ひようしゅうえきたいおうのげんそく、米：Matching Principle）とは、収益と費用をできる限り企業活動上の経済的因果関係に即して把握すべきであるとする、期間損益計算上の基本原則である。
企業の業績を正しく捉えるには、企業活動を反映した捉え方をしなければならない。企業は、経済的犠牲と経済的成果によって利益を生み出す組織であるから、このような組織の活動を反映させるには、企業の期間損益を両者の因果関係に即して計算する必要がある。そこで、費用収益対応の原則に基づいて企業の期間損益を計算することが要請されるのである。

## 参考
- 企業会計原則 第二 損益計算書原則 一C（費用収益対応の原則）